# Dabou
Dabou er en havneby i det sydlige Elfenbenskysten. Den er sæde for både distriktet Lagunes og Grands-Ponts-regionen. Det er også sæde for og et underpræfektur for Dabou-departementet. 
Byen betjenes af Dabou Lufthavn. Forfatteren Regina Yaou blev født i byen.
I 2021 var befolkningen i underpræfekturet Dabou 138.083, heraf 61.942  i selve byen.

## Byer og landsbyer
Der er 16 landsbyer i underpræfekturet Dabou, og befolkningen i dem var i 2014 are:
1. Agneby (820)
2. Armebe (1.293)
3. Dabou (61.942)
4. Debrimou (2.338)
5. Gbougbo (2.132)
6. Kpass (1.222)
7. N'gatty (1.026)
8. Akradio (5.553)
9. Bodou (344)
10. Bohn (820)
11. Bouboury (3.254)
12. Layo (820)
13. Mopoyem (1.162)
14. Orbaff (3.182)
15. Tiaha (985)
16. Vieil-Aklodj (1.537)